# Pushkar
Pushkar (Hindi: पुष्कर Puṣkar) ist eine historisch und kulturell bedeutsame Kleinstadt mit etwa 22.000 Einwohnern (Zensus 2011) im indischen Bundesstaat Rajasthan.

## Lage
Pushkar liegt am heiligen Pushkar-See im Aravalligebirge im Vorland der Wüste Thar etwa 145 km (Fahrtstrecke) südwestlich von Jaipur. Die nächste größere Stadt ist das etwa 12 km südöstlich gelegene Ajmer.

## Bevölkerung
Die Bevölkerung besteht fast ausnahmslos aus Hindus. Wie bei Volkszählungen im Norden Indiens üblich, liegt der männliche Bevölkerungsanteil etwa 15 % höher als der weibliche.

## Wirtschaft

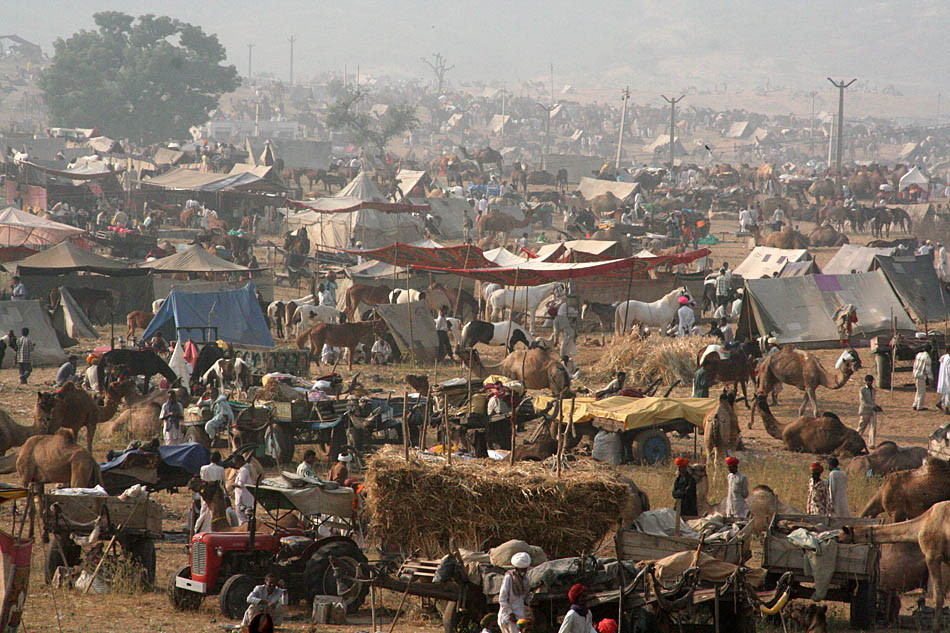
Kamelmarkt in Pushkar

Lebten die Bewohner des Orts früher hauptsächlich von den viehzüchtenden Nomaden und vorbeiziehenden Kamelkarawanen, so spielt heutzutage der Tourismus die größte Rolle. Während des Kamelmarkts im November wird eine Zeltstadt für ca. 10.000 Besucher eingerichtet.

## Geschichte
Der ganzjährig wasserführende See war seit alter Zeit ein wichtiger Rastplatz für Karawanen und eine Viehtränke für Nomaden. Im Mittelalter wurde an seinem Ufer ein Brahma-Tempel errichtet – der einzig bedeutende in ganz Indien.

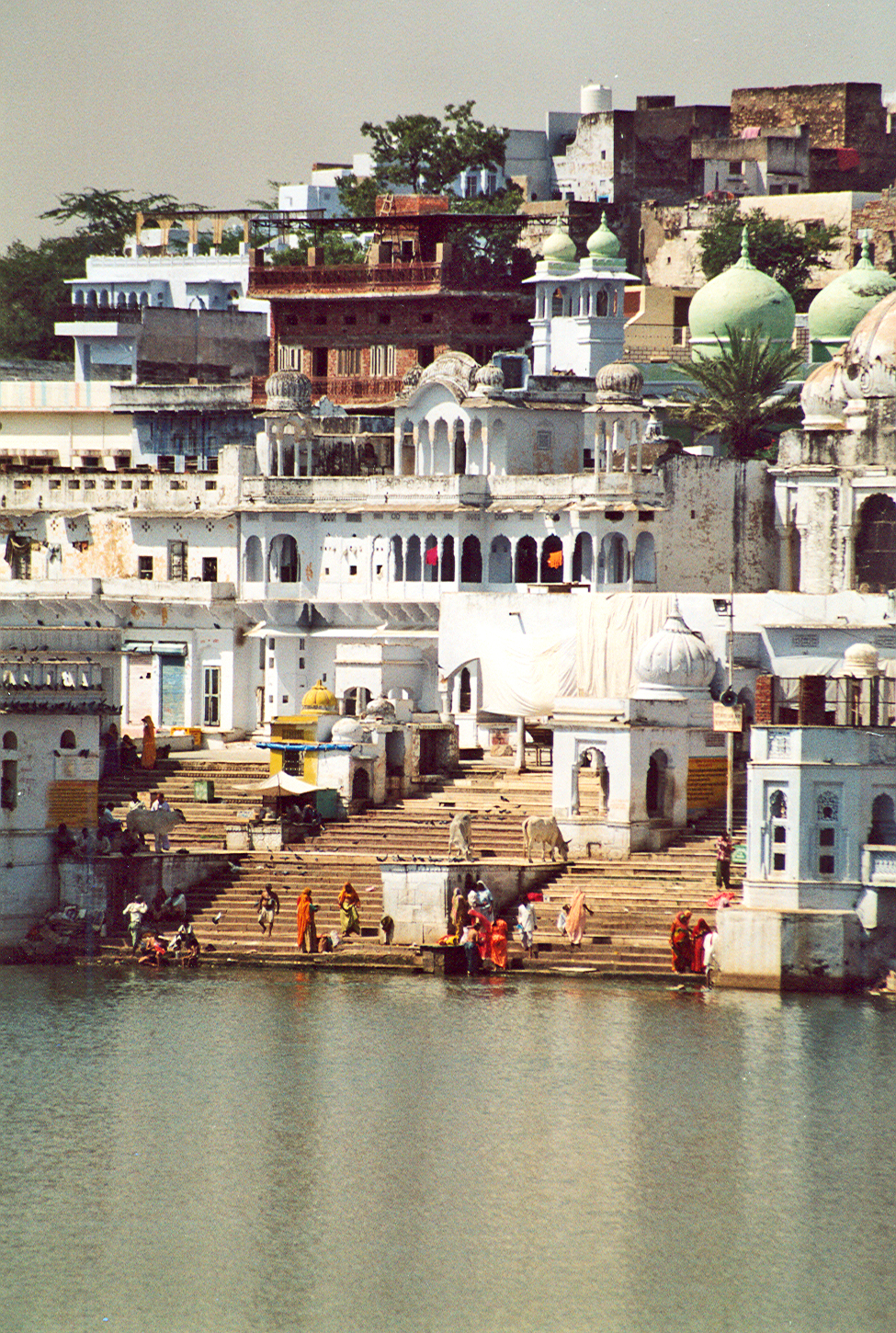
Ghats dürfen nur von Gläubigen betreten werden.

## Religiöse Bedeutung
Die Pushkara-Mahatmya („Die Großartigkeit Pushkars“, basiert auf einem Sanskrittext, der mit Volkslegenden und Touristeninformationen angereichert ist) enthält eine Legende zur Stadtgründung: Brahma hatte sich den Platz zwischen den Bergen ausgesucht, um ein Opfer zu erbringen. Er warf eine Lotusblüte auf die Erde, die dreimal den Boden berührte und drei Seen hinterließ. Die Dreizahl der Becken sollte von nun an die Sünden der Menschen zerstören. Durch die Opferbecken und die angrenzenden Berge, die das Feuer symbolisieren, gilt Pushkar als Mittler zwischen Himmel und Erde und auch als Ort, an dem Brahma die Welt schuf.
In Pushkar befindet sich der bedeutendste der wenigen Brahmatempel in Indien. Auch hierzu gibt es eine Legende: Brahma wollte am See eine Feuerzeremonie abhalten. Hierfür benötigte er die Anwesenheit seiner Frau Sarasvati. Als diese nicht kam, heiratete er kurzerhand das Hirtenmädchen Gayatri. Als Saraswati endlich eintraf, erfuhr sie von der Zweitfrau, wurde wütend und verfluchte Brahma. Er solle der einzige Gott sein, den die Menschen vergessen und für den sie nur einen einzigen Tempel errichten werden. Tatsächlich hat die Verehrung Brahmas gegenüber Vishnu und Shiva im Lauf der Zeit stark an Bedeutung verloren.

## Sehenswürdigkeiten
- Der Pushkarsee mit seinen Ghats (Badetreppen) und umliegenden Tempeln gilt vielen Indern als heilig. Hierhin pilgern alljährlich viele gläubige Hindus um sich reinzuwaschen und um Gesundheit für ihre Familien zu bitten, wobei ihnen die in Pushkar ansässigen Brahmanen gegen eine kleine Spende behilflich sind.
- Der heutige Brahma-Tempel stammt angeblich aus dem 14. Jahrhundert.

## Kamelmarkt von Pushkar

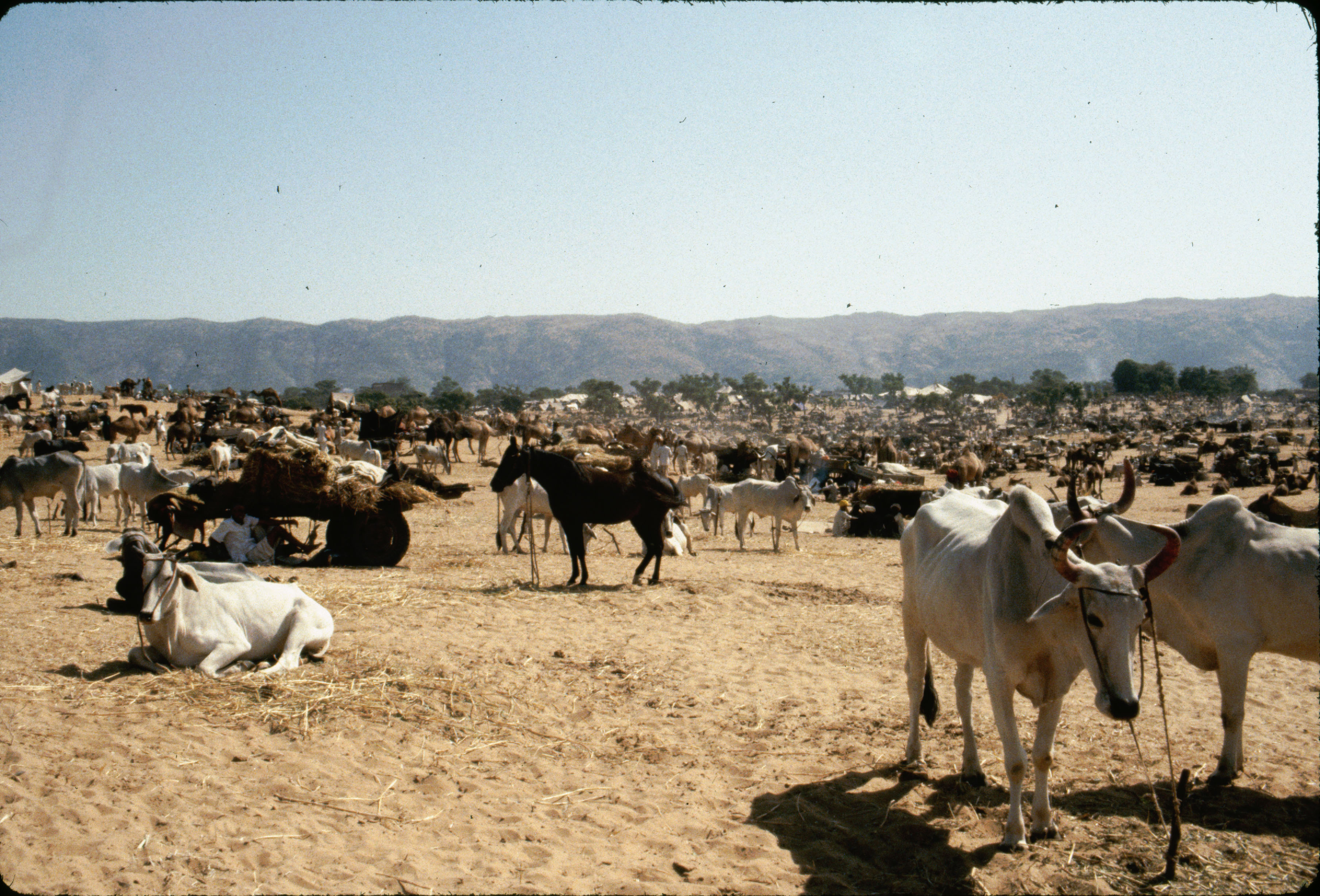
Kamelmarkt, 1984

Der Kamelmarkt von Pushkar (Pushkar ka Mela oder Kartik Mela) genannt, ist ein mehrtägiger Viehmarkt mit Volksfest. Der Markt beginnt mit dem hinduistischen Kalendermonat Kartik und endet am Kartik Purnima, der sich in der Regel mit Ende Oktober und Anfang November des gregorianischen Kalenders überschneidet. Der Markt zieht alljährlich hunderttausende Menschen an und ist einer der größten Kamelmärkte weltweit. Auf dem Kamelmarkt von Pushkar werden zahlreiche Pferde gehandelt.